# Fischfluss
Der Fischfluss (englisch Fish River, afrikaans Visrivier) ist mit 650 Kilometer Länge der längste Fluss und ein Wassereinzugsgebiet in Namibia. Er führt als Rivier periodisch Wasser und ist nicht schiffbar. Den Fischfluss bezeichnet der Geograph Roger Swart als „einzigen annähernd ständig wasserführenden Fluss“ im Inland Namibias.
Das Einzugsgebiet beträgt 88.143 km².
Der Fischfluss ist im Bereich des Canyon als Naturschutzgebiet ǀAi-ǀAis Heiße Quellen/HunsbergeKlicklaut im Rahmen des grenzüberschreitenden ǀAi-ǀAis Richtersveld Transfrontier Park geschützt und ist Teil des Landschaftsschutzgebietes Greater Fish River Canyon Landscape.

## Geographie
Der Fischfluss entspringt in den östlichen Naukluftbergen in Hardap und wird bei Mariental durch den Hardap-Damm (seit 1962) und  den Neckartal-Damm (seit 2018) aufgestaut. Anschließend fließt er durch die Orte Mariental, Gibeon und Seeheim und bildet in seinem unteren Drittel den Fischfluss-Canyon, der nach dem Grand Canyon der zweitgrößte Canyon der Welt ist. Er wird flankiert von den Hunsbergen wie zum Beispiel dem Verneukberg. Der Fischfluss mündet schließlich südwestlich von ǀAi-ǀAis in einen Grenzfluss zu Südafrika, den Oranjefluss. Dieser mündet etwa 100 Kilometer weiter in  den Atlantik.
Zuflüsse des Fischflusses sind unter anderem:
- Hudup
- Kuteb
- Löwenfluss
- Gaab
- Konkiep

## Hydrometrie
Die Abflussmenge des Fischflusses wurde am Pegel Ai-Ais über die Jahre 1980 bis 2005, bei einem großen Teil seines Einzugsgebietes in m³/s gemessen.

## Tourismus
Der Fischfluss ist durch einen 85 Kilometer langen Wanderweg von Hobas nach ǀAi-ǀAis touristisch erschlossen. Dieser „Trail“ kann in den Wintermonaten während der Trockenzeit gelaufen werden. Zudem befinden sich am Unterlauf des Fischflusses zahlreiche Unterkunftsbetriebe, unter anderem von Namibia Wildlife Resorts und der Gondwana Collection Namibia.

## Galerie

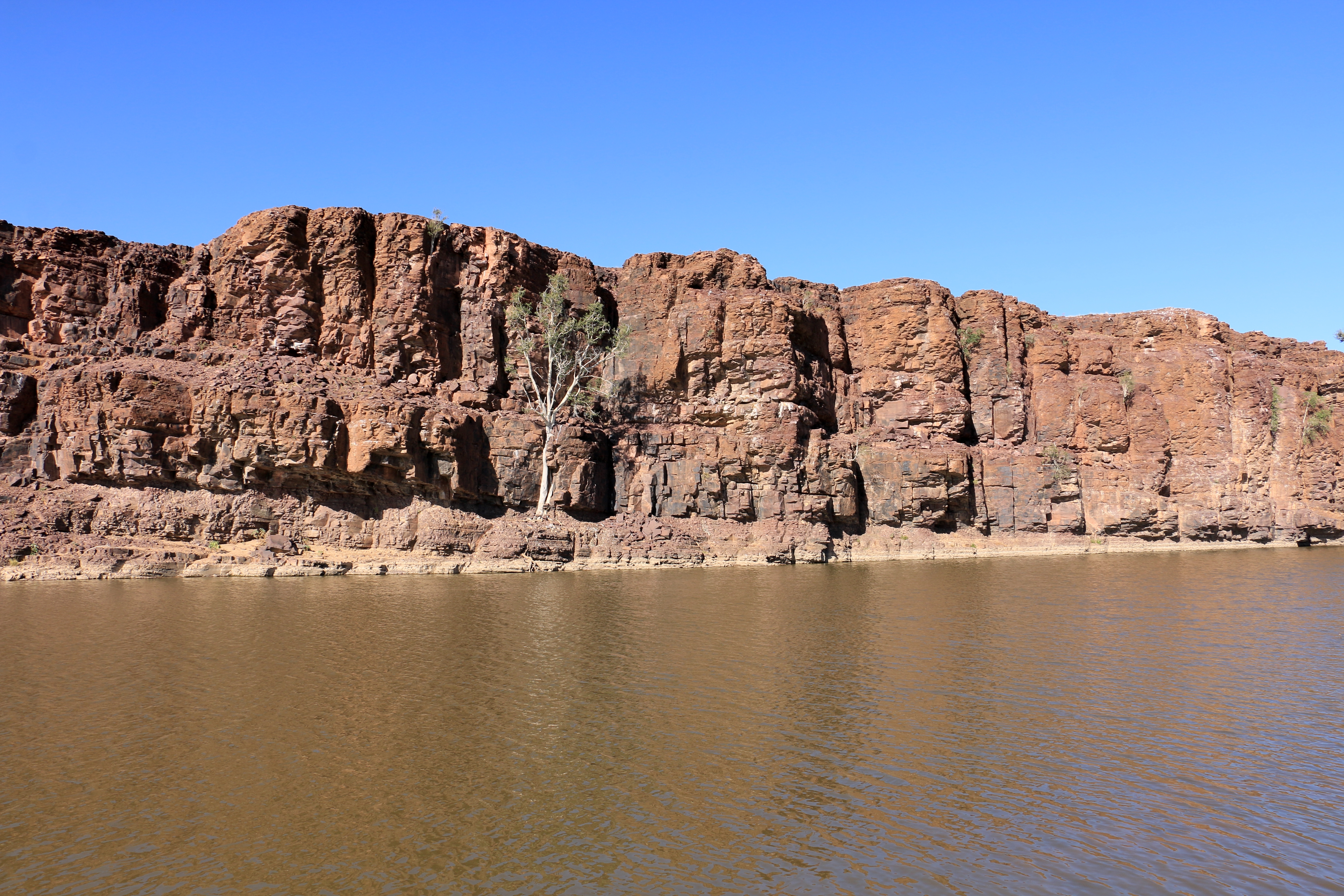
Fischfluss bei der Graslodge
Wassereinzugsgebiet des Fischflusses, dargestellt zusammen mit dem Oranje
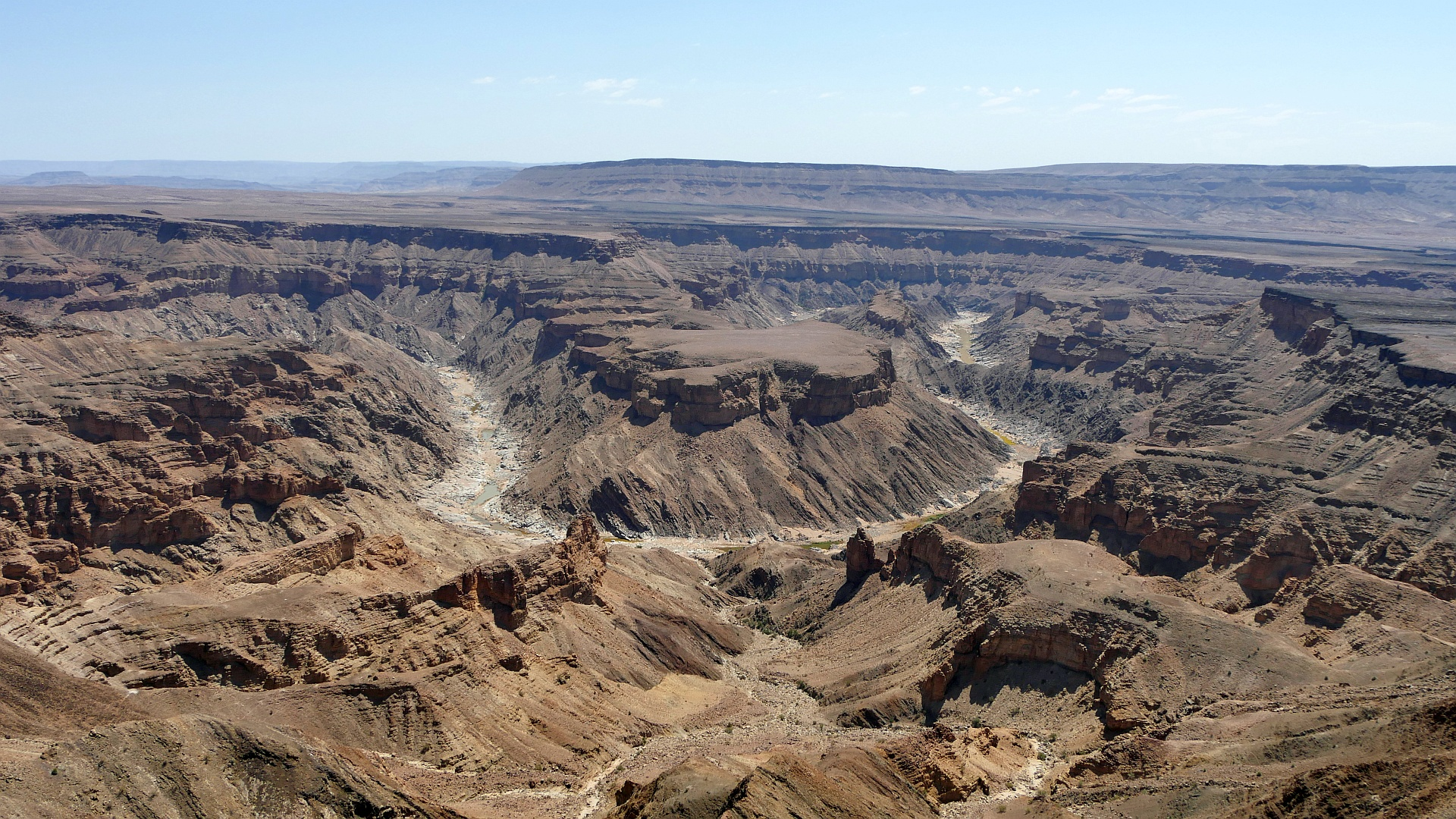
Blick auf den Fish River Canyon vom Fish River Canyon Viewpoint (2019)
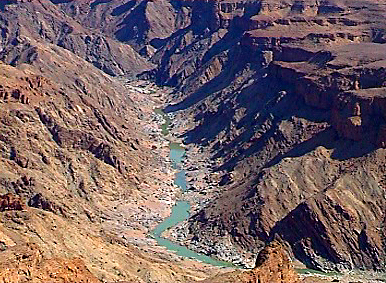
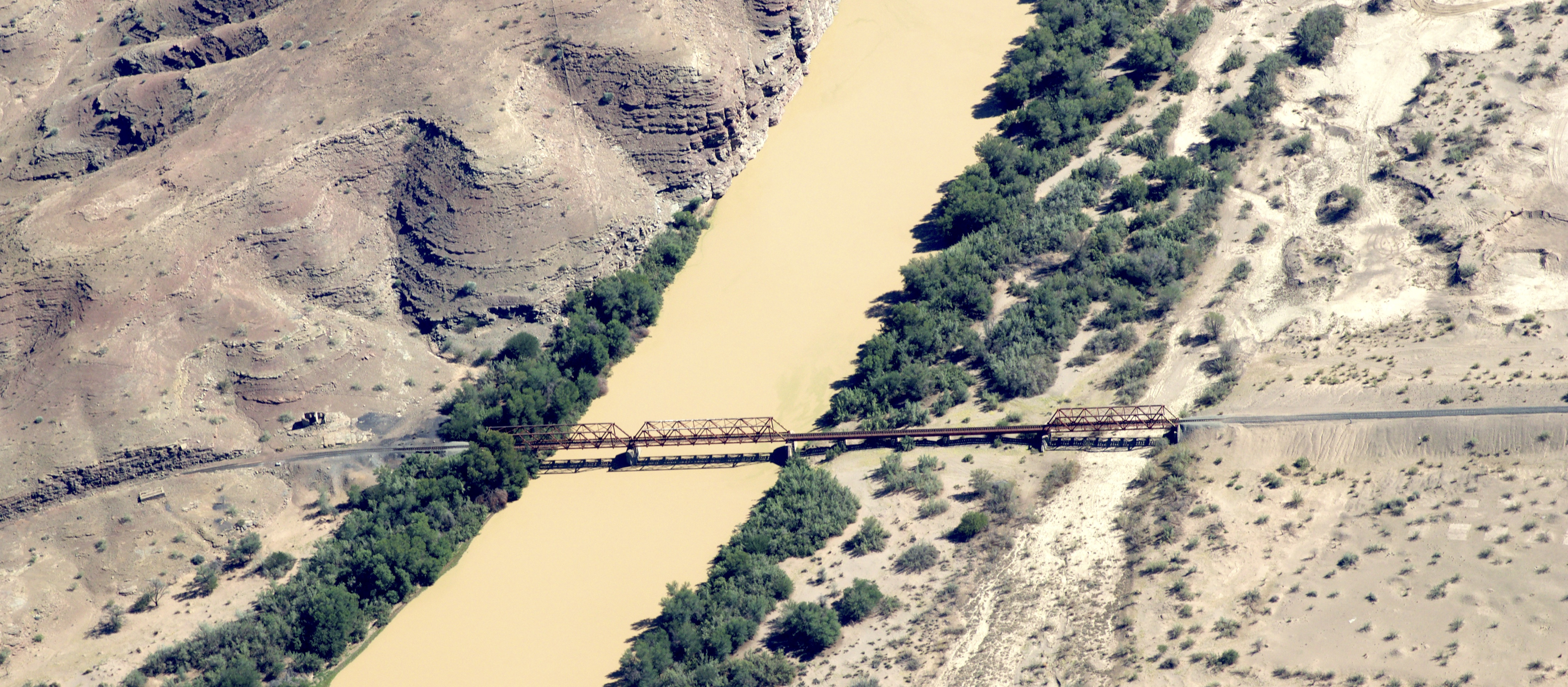
Eisenbahnbrücke über den Fischfluss bei Seeheim (2018)
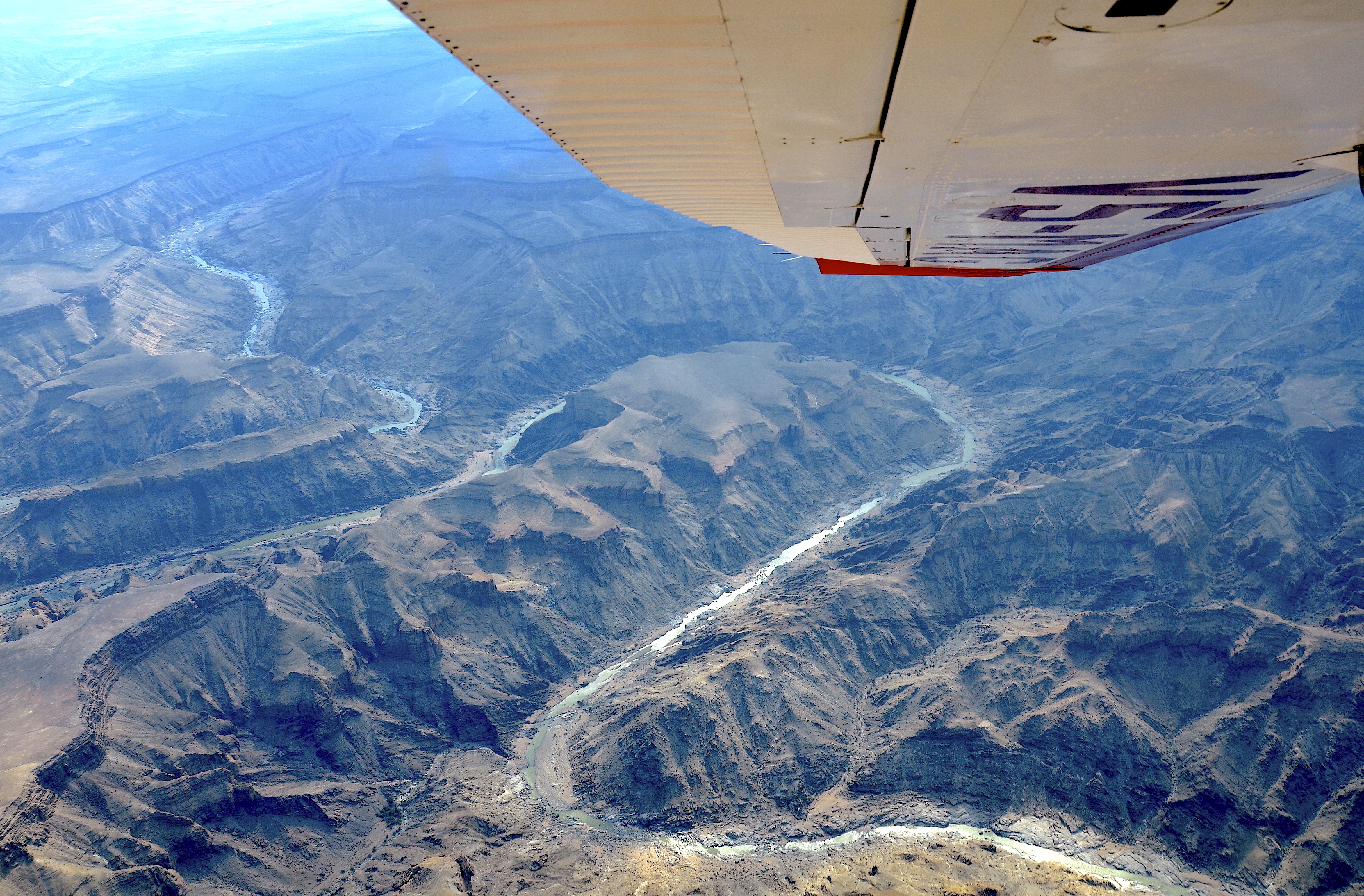
Der Fischfluss in seinem unteren Drittel durch den Canyon (2017)
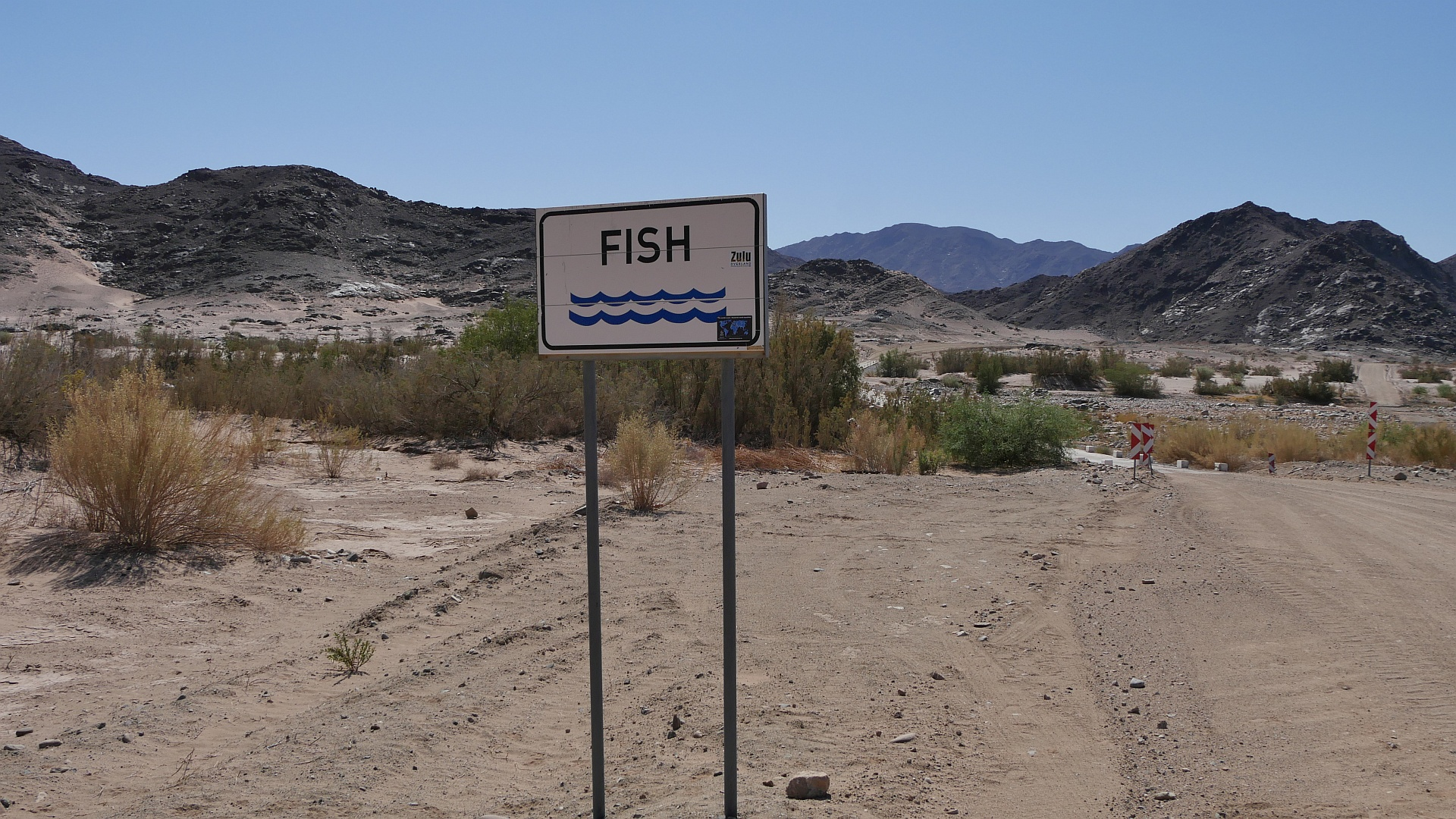
Fishfluss kurz vor der Mündung in den Oranje, Furt der C13 (2019)